# 芙蓉区政府駅
芙蓉区政府駅（ふようくせいふえき）は、中華人民共和国湖南省長沙市芙蓉区にある長沙地下鉄5号線及び6号線の駅。

## 駅構造
- 島式ホーム1面

## 駅周辺
- 人民路
- 芙蓉区政府
- 湖南旺旺医院